# Mel Fisher
Mel Fisher (21 agosto 1922 – 19 dicembre 1998) è stato un cacciatore di tesori sommersi statunitense famoso per aver scoperto il relitto del galeone spagnolo Nuestra Señora de Atocha affondato nel 1622.

## Biografia
Egli scoprì il relitto il 20 luglio 1985. Il tesoro in esso contenuto, noto come "The Atocha Motherlode", venne stimato in 450 milioni di dollari. Era costituito da 40 tonnellate di oro e argento. Vennero ritrovate circa 114.000 monete spagnole d'argento note come "pezzi da otto", monete d'oro, smeraldi colombiani, gioielli in oro e argento e 1.000 lingotti d'argento. Si trattava di circa la metà del tesoro che andò a fondo con la Atocha. La parte della nave che originariamente custodiva il carico, il castello di poppa, non fu  trovato. Mancano ancora all'appello 300 barre d'argento e 8 cannoni di bronzo, tra le altre cose. In aggiunta alla nave Atocha, la Fisher's company, Salvors Inc., ha trovato resti di naufragi diversi nelle acque della Florida, compreso il galeone gemello dell'Atocha, Santa Margarita, affondato nello stesso anno, ed i resti di una nave di schiavi conosciuta come l' Henrietta Marie.

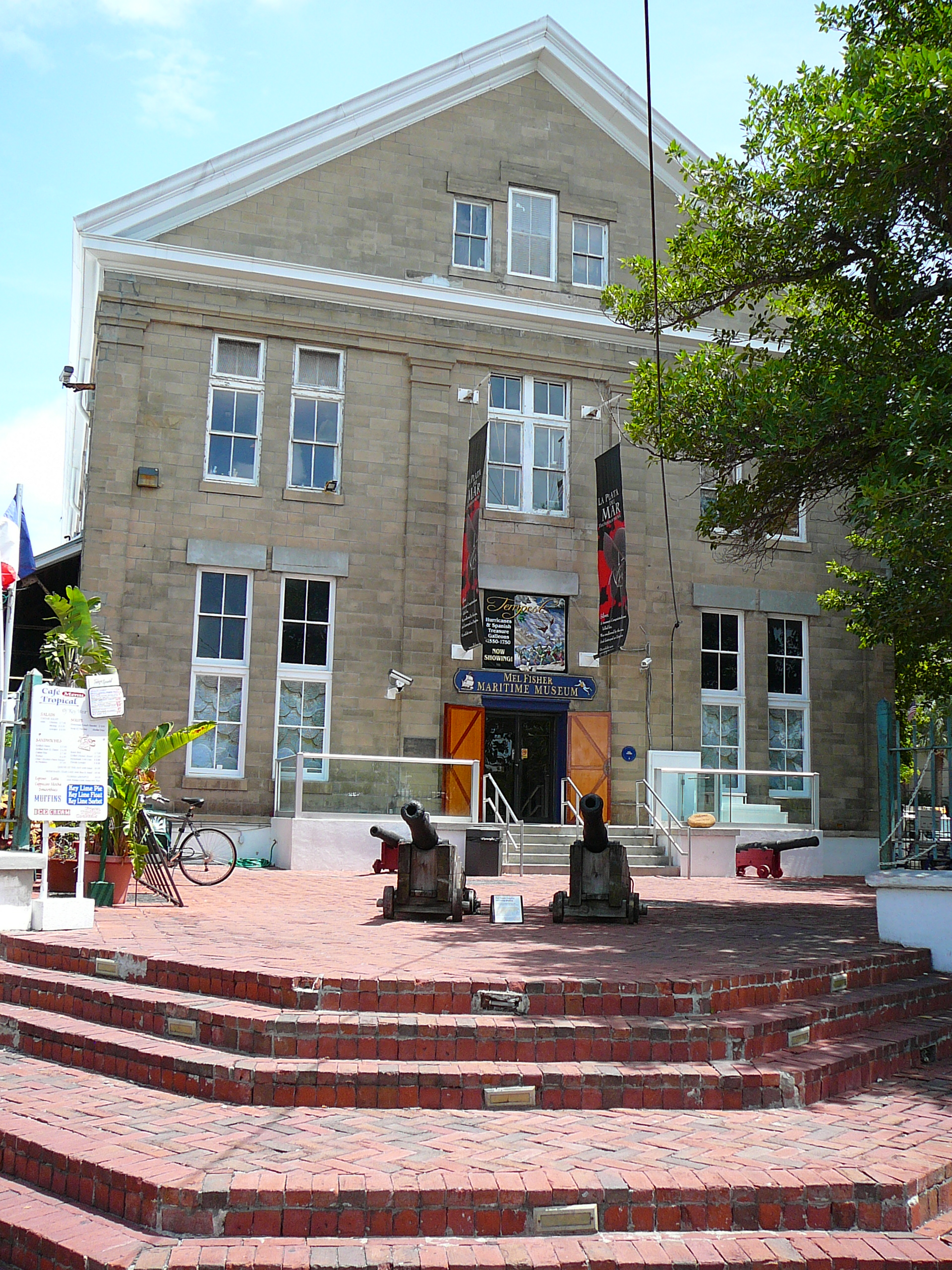
Il Mel Fisher Maritime Heritage Museum di Key West

Il sito in cui è stata trovata l'Atocha, un'area sabbiosa a 7 m di profondità e a circa 180 m dalla posizione dell'ancora, è detto "The Bank of Spain" ed è ancora oggetto di ricerche archeologiche. Gli smeraldi della Atocha sono alcuni dei migliori smeraldi del mondo. Essi provengono dalla miniera di Muzo in Colombia. Gli smeraldi di Muzo sono rinomati per il loro colore e sono lo standard mondiale di riferimento per giudicare tutti gli smeraldi.
Fisher era un ex agricoltore ed allevatore di polli dell'Indiana che si era trasferito in California ed ivi aveva aperto il primo negozio di articoli per subacquei nello stato. Aveva frequentato la Purdue University ed era membro della Fraternità Chi Delta. Nel 1953 sposò Dolores (Deo) Horton che divenne sua socia in affari. Fu una delle prime donne ad imparare a tuffarsi e stabilì il record femminile d'immersione rimanendo sott'acqua per 50 ore. Mel e Deo ebbero quattro figli: Dirk, Kim e Kane oltre alla figlia Taffi. Il 13 luglio del 1975 il loro figlio maggiore Dirk, sua moglie Angela ed il subacqueo Gage Rick, morirono a causa del capovolgimento della loro barca mentre erano alla ricerca di un tesoro. Mel Fisher ha speso decenni nella caccia al tesoro in Florida, al motto di "oggi è il gran giorno".
Mel Fisher assunse Duncan Mathewson come capo archeologo durante il periodo della ricerca dell'Atocha, e la Salvors, Inc. divenne specialista nel recupero e conservazione di reperti subacquei, rimanendo attiva fino al 2009. Fisher mischiò interessi pubblici e privati quando si trattava di risorse culturali subacquee. La Corte Suprema degli Stati Uniti confermò la titolarità di Fisher sul tesoro recuperato, imponendogli di donare il 20% dei manufatti allo Stato della Florida. La preoccupazione degli Stati Uniti, e della Florida in particolare, per la protezione dei siti archeologici sommersi, contribuirono all'adozione, nel 2001, della Convenzione UNESCO 2001 sulla protezione del patrimonio culturale subacqueo.